# Interlands Fins voetbalelftal 2020-2029
Deze pagina toont een chronologisch en gedetailleerd overzicht van de interlands die het Fins voetbalelftal speelt en heeft gespeeld in de periode 2020 – 2029.

## Interlands

### 2020
|                                                                                     |         |                   |       |                                                                                  |
| 3 september UEFA Nations League Groep B4 № 810 «onderlinge duels» 21:45 uur (UTC+3) | Finland | 0 – 1             | Wales | Olympisch Stadion, Helsinki Toeschouwers: 0 Scheidsrechter: Daniel Siebert (GER) |
| 3 september UEFA Nations League Groep B4 № 810 «onderlinge duels» 21:45 uur (UTC+3) |         | 80' Kieffer Moore |       | Olympisch Stadion, Helsinki Toeschouwers: 0 Scheidsrechter: Daniel Siebert (GER) |

|                                                                                     |         |                    |         |                                                                          |
| 6 september UEFA Nations League Groep B4 № 811 «onderlinge duels» 17:00 uur (UTC+1) | Ierland | 0 – 1              | Finland | Avivastadion, Dublin Toeschouwers: 0 Scheidsrechter: Fabio Maresca (ITA) |
| 6 september UEFA Nations League Groep B4 № 811 «onderlinge duels» 17:00 uur (UTC+1) |         | 64' Fredrik Jensen |         | Avivastadion, Dublin Toeschouwers: 0 Scheidsrechter: Fabio Maresca (ITA) |

|                                                                        |                                                                                                  |       |                     |                                                                                       |
| 7 oktober Vriendschappelijk № 812 «onderlinge duels» 20:45 uur (UTC+2) | Polen                                                                                            | 5 – 1 | Finland             | Stadion Energa Gdańsk, Gdańsk Toeschouwers: 3.000 Scheidsrechter: Michal Očenáš (SVK) |
| 7 oktober Vriendschappelijk № 812 «onderlinge duels» 20:45 uur (UTC+2) | Kamil Grosicki 9' Kamil Grosicki 18' Kamil Grosicki 38' Krzysztof Piątek 53' Arkadiusz Milik 87' |       | 68' Ilmari Niskanen | Stadion Energa Gdańsk, Gdańsk Toeschouwers: 3.000 Scheidsrechter: Michal Očenáš (SVK) |

|                                                                                    |                                      |       |           |                                                                                       |
| 11 oktober UEFA Nations League Groep B4 № 813 «onderlinge duels» 19:00 uur (UTC+3) | Finland                              | 2 – 0 | Bulgarije | Olympisch Stadion, Helsinki Toeschouwers: 6.587 Scheidsrechter: Erik Lambrechts (BEL) |
| 11 oktober UEFA Nations League Groep B4 № 813 «onderlinge duels» 19:00 uur (UTC+3) | Robert Taylor 52' Fredrik Jensen 67' |       |           | Olympisch Stadion, Helsinki Toeschouwers: 6.587 Scheidsrechter: Erik Lambrechts (BEL) |

|                                                                                    |                    |       |         |                                                                                      |
| 14 oktober UEFA Nations League Groep B4 № 814 «onderlinge duels» 19:00 uur (UTC+3) | Finland            | 1 – 0 | Ierland | Olympisch Stadion, Helsinki Toeschouwers: 7.900 Scheidsrechter: Lionel Tschudi (SUI) |
| 14 oktober UEFA Nations League Groep B4 № 814 «onderlinge duels» 19:00 uur (UTC+3) | Fredrik Jensen 67' |       |         | Olympisch Stadion, Helsinki Toeschouwers: 7.900 Scheidsrechter: Lionel Tschudi (SUI) |

|                                                                          |           |                                    |         |                                                                                 |
| 11 november Vriendschappelijk № 815 «onderlinge duels» 21:10 uur (UTC+1) | Frankrijk | 0 – 2                              | Finland | Stade de France, Saint-Denis Toeschouwers: 0 Scheidsrechter: Nikola Popov (BUL) |
| 11 november Vriendschappelijk № 815 «onderlinge duels» 21:10 uur (UTC+1) |           | 28' Marcus Forss 31' Onni Valakari |         | Stade de France, Saint-Denis Toeschouwers: 0 Scheidsrechter: Nikola Popov (BUL) |

|                                                                                     |                          |       |                                |                                                                                            |
| 15 november UEFA Nations League Groep B4 № 816 «onderlinge duels» 19:00 uur (UTC+2) | Bulgarije                | 1 – 2 | Finland                        | Vasil Levski Nationaal Stadion, Sofia Toeschouwers: 0 Scheidsrechter: Donatas Rumšas (LTU) |
| 15 november UEFA Nations League Groep B4 № 816 «onderlinge duels» 19:00 uur (UTC+2) | Dimitar Iliev 68' (pen.) |       | 7' Teemu Pukki 45+1' Robin Lod | Vasil Levski Nationaal Stadion, Sofia Toeschouwers: 0 Scheidsrechter: Donatas Rumšas (LTU) |

|                                                                                   |                                                     |       |                 |                                                                                       |
| 18 november UEFA Nations League Groep B4 № 817 «onderlinge duels» 19:45 uur (UTC) | Wales                                               | 3 – 1 | Finland         | Cardiff City Stadium, Cardiff Toeschouwers: 0 Scheidsrechter: Jesús Gil Manzano (ESP) |
| 18 november UEFA Nations League Groep B4 № 817 «onderlinge duels» 19:45 uur (UTC) | Harry Wilson 29' Daniel James 46' Kieffer Moore 84' |       | 63' Teemu Pukki | Cardiff City Stadium, Cardiff Toeschouwers: 0 Scheidsrechter: Jesús Gil Manzano (ESP) |

### 2021
|                                                                             |                                 |       |                                            |                                                                                           |
| 24 maart WK-kwalificatie Groep D № 818 «onderlinge duels» 21:45 uur (UTC+2) | Finland                         | 2 – 2 | Bosnië en Her.                             | Olympisch Stadion, Helsinki Toeschouwers: 0 Scheidsrechter: Anastasios Sidiropoulos (GRE) |
| 24 maart WK-kwalificatie Groep D № 818 «onderlinge duels» 21:45 uur (UTC+2) | Teemu Pukki 58' Teemu Pukki 77' |       | 55' Miralem Pjanić 84' Miroslav Stevanović | Olympisch Stadion, Helsinki Toeschouwers: 0 Scheidsrechter: Anastasios Sidiropoulos (GRE) |

|                                                                             |                   |       |                        |                                                                           |
| 28 maart WK-kwalificatie Groep D № 819 «onderlinge duels» 21:45 uur (UTC+3) | Oekraïne          | 1 – 1 | Finland                | NSK Olimpiejsky, Kiev Toeschouwers: 0 Scheidsrechter: István Kovács (ROU) |
| 28 maart WK-kwalificatie Groep D № 819 «onderlinge duels» 21:45 uur (UTC+3) | Júnior Moraes 80' |       | 89' (pen.) Teemu Pukki | NSK Olimpiejsky, Kiev Toeschouwers: 0 Scheidsrechter: István Kovács (ROU) |

|                                                                       |                                                           |       |                                                |                                                                                     |
| 31 maart Vriendschappelijk № 820 «onderlinge duels» 20:45 uur (UTC+2) | Zwitserland                                               | 3 – 2 | Finland                                        | Kybunpark, Sankt Gallen Toeschouwers: 0 Scheidsrechter: Manuel Schüttengruber (AUT) |
| 31 maart Vriendschappelijk № 820 «onderlinge duels» 20:45 uur (UTC+2) | Mario Gavranović 21' Ruben Vargas 57' Haris Seferović 86' |       | 30' Joel Pohjanpalo 40' (pen.) Joel Pohjanpalo | Kybunpark, Sankt Gallen Toeschouwers: 0 Scheidsrechter: Manuel Schüttengruber (AUT) |

|                                                                     |                                                |       |         |                                                                         |
| 29 mei Vriendschappelijk № 821 «onderlinge duels» 19:00 uur (UTC+2) | Zweden                                         | 2 – 0 | Finland | Friends Arena, Solna Toeschouwers: 0 Scheidsrechter: Jakob Kehlet (DEN) |
| 29 mei Vriendschappelijk № 821 «onderlinge duels» 19:00 uur (UTC+2) | Robin Quaison 23' Sebastian Larsson 58' (pen.) |       |         | Friends Arena, Solna Toeschouwers: 0 Scheidsrechter: Jakob Kehlet (DEN) |

|                                                                     |         |                           |         |                                                                                    |
| 4 juni Vriendschappelijk № 822 «onderlinge duels» 19:00 uur (UTC+3) | Finland | 0 – 1                     | Estland | Olympisch Stadion, Helsinki Toeschouwers: 0 Scheidsrechter: Jørgen Burchardt (DEN) |
| 4 juni Vriendschappelijk № 822 «onderlinge duels» 19:00 uur (UTC+3) |         | 59' (pen.) Rauno Sappinen |         | Olympisch Stadion, Helsinki Toeschouwers: 0 Scheidsrechter: Jørgen Burchardt (DEN) |

| EK 2020 |
| ------- |

|                                                                         |            |         |                     | |
| 12 juni EK-eindronde Groep B № 823 «onderlinge duels» 18:00 uur (UTC+2) | Denemarken | 0 – 1   | Finland             | Parken, Kopenhagen Toeschouwers: 15.200 Scheidsrechter: Anthony Taylor (ENG) Video-assistent: Stuart Attwell (ENG) |
| 12 juni EK-eindronde Groep B № 823 «onderlinge duels» 18:00 uur (UTC+2) |            | Verslag | 60' Joel Pohjanpalo | Parken, Kopenhagen Toeschouwers: 15.200 Scheidsrechter: Anthony Taylor (ENG) Video-assistent: Stuart Attwell (ENG) |

|                                                                         |         |         |                           | |
| 16 juni EK-eindronde Groep B № 824 «onderlinge duels» 16:00 uur (UTC+3) | Finland | 0 – 1   | Rusland                   | Krestovskistadion, Sint-Petersburg Toeschouwers: 24.540 Scheidsrechter: Danny Makkelie (NED) Video-assistent: Pol van Boekel (NED) |
| 16 juni EK-eindronde Groep B № 824 «onderlinge duels» 16:00 uur (UTC+3) |         | Verslag | 45+2' Aleksej Mirantsjoek | Krestovskistadion, Sint-Petersburg Toeschouwers: 24.540 Scheidsrechter: Danny Makkelie (NED) Video-assistent: Pol van Boekel (NED) |

|                                                                         |         |         |                                             | |
| 21 juni EK-eindronde Groep B № 825 «onderlinge duels» 22:00 uur (UTC+3) | Finland | 0 – 2   | België                                      | Krestovskistadion, Sint-Petersburg Toeschouwers: 18.545 Scheidsrechter: Felix Brych (GER) Video-assistent: Marco Fritz (GER) |
| 21 juni EK-eindronde Groep B № 825 «onderlinge duels» 22:00 uur (UTC+3) |         | Verslag | 77' (e.d.) Lukáš Hrádecký 81' Romelu Lukaku | Krestovskistadion, Sint-Petersburg Toeschouwers: 18.545 Scheidsrechter: Felix Brych (GER) Video-assistent: Marco Fritz (GER) |

|  |  |  |  |  |  |  |  |  |

|                                                                          |         |       |       |                                                                                     |
| 1 september Vriendschappelijk № 826 «onderlinge duels» 19:00 uur (UTC+3) | Finland | 0 – 0 | Wales | Olympisch Stadion, Helsinki Toeschouwers: 4.357 Scheidsrechter: Kristo Tohver (EST) |
| 1 september Vriendschappelijk № 826 «onderlinge duels» 19:00 uur (UTC+3) |         |       |       | Olympisch Stadion, Helsinki Toeschouwers: 4.357 Scheidsrechter: Kristo Tohver (EST) |

|                                                                                |                     |       |            | |
| 4 september WK-kwalificatie Groep D № 827 «onderlinge duels» 16:00 uur (UTC+3) | Finland             | 1 – 0 | Kazachstan | Olympisch Stadion, Helsinki Toeschouwers: 10.167 Scheidsrechter: Sergej Ivanov (RUS) Video-assistent: Sergej Karasjov (RUS) |
| 4 september WK-kwalificatie Groep D № 827 «onderlinge duels» 16:00 uur (UTC+3) | Joel Pohjanpalo 60' |       |            | Olympisch Stadion, Helsinki Toeschouwers: 10.167 Scheidsrechter: Sergej Ivanov (RUS) Video-assistent: Sergej Karasjov (RUS) |

|                                                                                |                                             |       |         | |
| 7 september WK-kwalificatie Groep D № 828 «onderlinge duels» 20:45 uur (UTC+2) | Frankrijk                                   | 2 – 0 | Finland | Parc Olympique Lyonnais, Décines-Charpieu Toeschouwers: 57.057 Scheidsrechter: Deniz Aytekin (GER) Video-assistent: Christian Dingert (GER) |
| 7 september WK-kwalificatie Groep D № 828 «onderlinge duels» 20:45 uur (UTC+2) | Antoine Griezmann 26' Antoine Griezmann 53' |       |         | Parc Olympique Lyonnais, Décines-Charpieu Toeschouwers: 57.057 Scheidsrechter: Deniz Aytekin (GER) Video-assistent: Christian Dingert (GER) |

|                                                                              |                 |       |                                            | |
| 9 oktober WK-kwalificatie Groep D № 829 «onderlinge duels» 19:00 uur (UTC+3) | Finland         | 1 – 2 | Oekraïne                                   | Olympisch Stadion, Helsinki Toeschouwers: 29.485 Scheidsrechter: Jesús Gil Manzano (ESP) Video-assistent: Alejandro Hernández (ESP) |
| 9 oktober WK-kwalificatie Groep D № 829 «onderlinge duels» 19:00 uur (UTC+3) | Teemu Pukki 29' |       | 4' Andrij Jarmolenko 34' Roman Jaremtsjoek | Olympisch Stadion, Helsinki Toeschouwers: 29.485 Scheidsrechter: Jesús Gil Manzano (ESP) Video-assistent: Alejandro Hernández (ESP) |

|                                                                               |            |                                 |         | |
| 12 oktober WK-kwalificatie Groep D № 830 «onderlinge duels» 20:00 uur (UTC+6) | Kazachstan | 0 – 2                           | Finland | Astana Arena, Nur-Sultan Toeschouwers: 8.365 Scheidsrechter: Halis Özkahya (TUR) Video-assistent: Abdulkadir Bitigen (TUR) |
| 12 oktober WK-kwalificatie Groep D № 830 «onderlinge duels» 20:00 uur (UTC+6) |            | 45' Teemu Pukki 48' Teemu Pukki |         | Astana Arena, Nur-Sultan Toeschouwers: 8.365 Scheidsrechter: Halis Özkahya (TUR) Video-assistent: Abdulkadir Bitigen (TUR) |

|                                                                                |                       |       |                                                         | |
| 13 november WK-kwalificatie Groep D № 831 «onderlinge duels» 15:00 uur (UTC+1) | Bosnië en Herzegovina | 1 – 3 | Finland                                                 | Bilino Polje, Zenica Toeschouwers: 10.000 Scheidsrechter: Michael Oliver (ENG) Video-assistent: Chris Kavanagh (ENG) |
| 13 november WK-kwalificatie Groep D № 831 «onderlinge duels» 15:00 uur (UTC+1) | Luka Menalo 69'       |       | 29' Marcus Forss 51' Robin Lod 73' Daniel O'Shaughnessy | Bilino Polje, Zenica Toeschouwers: 10.000 Scheidsrechter: Michael Oliver (ENG) Video-assistent: Chris Kavanagh (ENG) |

|                                                                                |         |                                     |           | |
| 16 november WK-kwalificatie Groep D № 832 «onderlinge duels» 21:45 uur (UTC+2) | Finland | 0 – 2                               | Frankrijk | Olympisch Stadion, Helsinki Toeschouwers: 31.890 Scheidsrechter: Marco Guida (ITA) Video-assistent: Paolo Valeri (ITA) |
| 16 november WK-kwalificatie Groep D № 832 «onderlinge duels» 21:45 uur (UTC+2) |         | 66' Karim Benzema 76' Kylian Mbappé |           | Olympisch Stadion, Helsinki Toeschouwers: 31.890 Scheidsrechter: Marco Guida (ITA) Video-assistent: Paolo Valeri (ITA) |

### 2022
|                                                                       |                 |       |                      |                                                                                            |
| 26 maart Vriendschappelijk № 833 «onderlinge duels» 17:00 uur (UTC+1) | Finland         | 1 – 1 | IJsland              | Estadio Enrique Roca de Murcia, Murcia Toeschouwers: onb. Scheidsrechter: Fedayi San (SUI) |
| 26 maart Vriendschappelijk № 833 «onderlinge duels» 17:00 uur (UTC+1) | Teemu Pukki 12' |       | 38' Birkir Bjarnason | Estadio Enrique Roca de Murcia, Murcia Toeschouwers: onb. Scheidsrechter: Fedayi San (SUI) |

|                                                                       |         |                                |           |                                                                                              |
| 29 maart Vriendschappelijk № 834 «onderlinge duels» 18:00 uur (UTC+2) | Finland | 0 – 2                          | Slowakije | Estadio Enrique Roca de Murcia, Murcia Toeschouwers: 1.071 Scheidsrechter: Espen Eskås (NOR) |
| 29 maart Vriendschappelijk № 834 «onderlinge duels» 18:00 uur (UTC+2) |         | 38' Ondrej Duda 72' Erik Jirka |           | Estadio Enrique Roca de Murcia, Murcia Toeschouwers: 1.071 Scheidsrechter: Espen Eskås (NOR) |

|                                                                                |                          |       |                      | |
| 4 juni UEFA Nations League Groep B3 № 835 «onderlinge duels» 19:00 uur (UTC+3) | Finland                  | 1 – 1 | Bosnië en Her.       | Olympisch Stadion, Helsinki Toeschouwers: 20.181 Scheidsrechter: Nick Walsh (SCO) Video-assistent: Jarred Gillett (AUS) |
| 4 juni UEFA Nations League Groep B3 № 835 «onderlinge duels» 19:00 uur (UTC+3) | Teemu Pukki 45+1' (pen.) |       | 90+3' Smail Prevljak | Olympisch Stadion, Helsinki Toeschouwers: 20.181 Scheidsrechter: Nick Walsh (SCO) Video-assistent: Jarred Gillett (AUS) |

|                                                                                |                                         |       |            | |
| 7 juni UEFA Nations League Groep B3 № 836 «onderlinge duels» 19:00 uur (UTC+3) | Finland                                 | 2 – 0 | Montenegro | Olympisch Stadion, Helsinki Toeschouwers: 17.009 Scheidsrechter: Allard Lindhout (NED) Video-assistent: Jeroen Manschot (NED) |
| 7 juni UEFA Nations League Groep B3 № 836 «onderlinge duels» 19:00 uur (UTC+3) | Joel Pohjanpalo 31' Joel Pohjanpalo 38' |       |            | Olympisch Stadion, Helsinki Toeschouwers: 17.009 Scheidsrechter: Allard Lindhout (NED) Video-assistent: Jeroen Manschot (NED) |

|                                                                                 |                   |       |         | |
| 11 juni UEFA Nations League Groep B3 № 837 «onderlinge duels» 21:45 uur (UTC+3) | Roemenië          | 1 – 0 | Finland | Rapid-Giuleștistadion, Boekarest Toeschouwers: 11.503 Scheidsrechter: Harald Lechner (AUT) Video-assistent: Christian Dingert (GER) |
| 11 juni UEFA Nations League Groep B3 № 837 «onderlinge duels» 21:45 uur (UTC+3) | Nicușor Bancu 30' |       |         | Rapid-Giuleștistadion, Boekarest Toeschouwers: 11.503 Scheidsrechter: Harald Lechner (AUT) Video-assistent: Christian Dingert (GER) |

|                                                                                 |                                                        |       |                                      | |
| 14 juni UEFA Nations League Groep B3 № 838 «onderlinge duels» 20:45 uur (UTC+2) | Bosnië en Herzegovina                                  | 3 – 2 | Finland                              | Bilino Polje, Zenica Toeschouwers: 8.150 Scheidsrechter: Georgi Kabakov (BUL) Video-assistent: Ivajlo Stojanov (BUL) |
| 14 juni UEFA Nations League Groep B3 № 838 «onderlinge duels» 20:45 uur (UTC+2) | Miralem Pjanić 5' (pen.) Edin Džeko 29' Edin Džeko 58' |       | 10' Teemu Pukki 18' Benjamin Källman | Bilino Polje, Zenica Toeschouwers: 8.150 Scheidsrechter: Georgi Kabakov (BUL) Video-assistent: Ivajlo Stojanov (BUL) |

|                                                                                      |                 |       |                   | |
| 23 september UEFA Nations League Groep B3 № 839 «onderlinge duels» 21:45 uur (UTC+3) | Finland         | 1 – 1 | Roemenië          | Olympisch Stadion, Helsinki Toeschouwers: 20.130 Scheidsrechter: Carlos del Cerro Grande (ESP) Video-assistent: Xavier Estrada (ESP) |
| 23 september UEFA Nations League Groep B3 № 839 «onderlinge duels» 21:45 uur (UTC+3) | Teemu Pukki 12' |       | 52' Florin Tănase | Olympisch Stadion, Helsinki Toeschouwers: 20.130 Scheidsrechter: Carlos del Cerro Grande (ESP) Video-assistent: Xavier Estrada (ESP) |

|                                                                                      |            |                                        |         | |
| 26 september UEFA Nations League Groep B3 № 840 «onderlinge duels» 20:45 uur (UTC+2) | Montenegro | 0 – 2                                  | Finland | Pod Goricomstadion, Podgorica Toeschouwers: 2.522 Scheidsrechter: François Letexier (FRA) Video-assistent: Willy Delajod (FRA) |
| 26 september UEFA Nations League Groep B3 № 840 «onderlinge duels» 20:45 uur (UTC+2) |            | 47' Oliver Antman 53' Benjamin Källman |         | Pod Goricomstadion, Podgorica Toeschouwers: 2.522 Scheidsrechter: François Letexier (FRA) Video-assistent: Willy Delajod (FRA) |

|                                                                          |                        |       |                   |                                                                                   |
| 17 november Vriendschappelijk № 841 «onderlinge duels» 18:00 uur (UTC+1) | Noord-Macedonië        | 1 – 1 | Finland           | Toše Proeskiarena, Skopje Toeschouwers: 2.000 Scheidsrechter: Novak Simović (SRB) |
| 17 november Vriendschappelijk № 841 «onderlinge duels» 18:00 uur (UTC+1) | Enis Bardhi 75' (pen.) |       | 37' Oliver Antman | Toše Proeskiarena, Skopje Toeschouwers: 2.000 Scheidsrechter: Novak Simović (SRB) |

|                                                                          |                       |       |                      |                                                                               |
| 20 november Vriendschappelijk № 842 «onderlinge duels» 14:00 uur (UTC+1) | Noorwegen             | 1 – 1 | Finland              | Ullevaalstadion, Oslo Toeschouwers: 13.347 Scheidsrechter: Morten Krogh (DEN) |
| 20 november Vriendschappelijk № 842 «onderlinge duels» 14:00 uur (UTC+1) | Alexander Sørloth 46' |       | 32' Benjamin Källman | Ullevaalstadion, Oslo Toeschouwers: 13.347 Scheidsrechter: Morten Krogh (DEN) |

### 2023
|                                                                      |                                        |       |         |                                                                               |
| 9 januari Vriendschappelijk № 843 «onderlinge duels» 18:45 uur (UTC) | Zweden                                 | 2 – 0 | Finland | Estádio Algarve, Loulé Toeschouwers: 300 Scheidsrechter: Vítor Ferreira (POR) |
| 9 januari Vriendschappelijk № 843 «onderlinge duels» 18:45 uur (UTC) | Christoffer Nyman 38' Joel Asoro 90+3' |       |         | Estádio Algarve, Loulé Toeschouwers: 300 Scheidsrechter: Vítor Ferreira (POR) |

|                                                                       |         |                   |         |                                                                                    |
| 12 januari Vriendschappelijk № 844 «onderlinge duels» 16:00 uur (UTC) | Finland | 0 – 1             | Estland | Estádio da Nora, Albufeira Toeschouwers: 300 Scheidsrechter: Gustavo Correia (POR) |
| 12 januari Vriendschappelijk № 844 «onderlinge duels» 16:00 uur (UTC) |         | 84' Martin Miller |         | Estádio da Nora, Albufeira Toeschouwers: 300 Scheidsrechter: Gustavo Correia (POR) |

|                                                                             |                                                            |       |                   | |
| 23 maart EK-kwalificatie Groep H № 845 «onderlinge duels» 20:45 uur (UTC+1) | Denemarken                                                 | 3 – 1 | Finland           | Parken, Kopenhagen Toeschouwers: 35.851 Scheidsrechter: Daniel Siebert (GER) Video-assistent: Bastian Dankert (GER) |
| 23 maart EK-kwalificatie Groep H № 845 «onderlinge duels» 20:45 uur (UTC+1) | Rasmus Højlund 21' Rasmus Højlund 82' Rasmus Højlund 90+3' |       | 53' Oliver Antman | Parken, Kopenhagen Toeschouwers: 35.851 Scheidsrechter: Daniel Siebert (GER) Video-assistent: Bastian Dankert (GER) |

|                                                                             |               |                      |         | |
| 26 maart EK-kwalificatie Groep H № 846 «onderlinge duels» 19:45 uur (UTC+1) | Noord-Ierland | 0 – 1                | Finland | Windsor Park, Belfast Toeschouwers: 17.936 Scheidsrechter: Ivan Kružliak (SVK) Video-assistent: Dennis Higler (NED) |
| 26 maart EK-kwalificatie Groep H № 846 «onderlinge duels» 19:45 uur (UTC+1) |               | 28' Benjamin Källman |         | Windsor Park, Belfast Toeschouwers: 17.936 Scheidsrechter: Ivan Kružliak (SVK) Video-assistent: Dennis Higler (NED) |

|                                                                            |                                       |       |          | |
| 16 juni EK-kwalificatie Groep H № 847 «onderlinge duels» 19:00 uur (UTC+3) | Finland                               | 2 – 0 | Slovenië | Olympisch Stadion, Helsinki Toeschouwers: 32.560 Scheidsrechter: Guillermo Cuadra Fernández (ESP) Video-assistent: Ricardo de Burgos Bengoetxea (ESP) |
| 16 juni EK-kwalificatie Groep H № 847 «onderlinge duels» 19:00 uur (UTC+3) | Joel Pohjanpalo 13' Oliver Antman 64' |       |          | Olympisch Stadion, Helsinki Toeschouwers: 32.560 Scheidsrechter: Guillermo Cuadra Fernández (ESP) Video-assistent: Ricardo de Burgos Bengoetxea (ESP) |

|                                                                            | |       |            | |
| 19 juni EK-kwalificatie Groep H № 848 «onderlinge duels» 19:00 uur (UTC+3) | Finland | 6 – 0 | San Marino | Olympisch Stadion, Helsinki Toeschouwers: 32.812 Scheidsrechter: Genc Nuza (KOS) Video-assistent: Ivan Bebek (CRO) |
| 19 juni EK-kwalificatie Groep H № 848 «onderlinge duels» 19:00 uur (UTC+3) | Glen Kamara 16' Benjamin Källman 39' Daniel Håkans 65' Daniel Håkans 72' Daniel Håkans 74' Teemu Pukki 76' |       |            | Olympisch Stadion, Helsinki Toeschouwers: 32.812 Scheidsrechter: Genc Nuza (KOS) Video-assistent: Ivan Bebek (CRO) |

|                                                                                |            |                   |         | |
| 7 september EK-kwalificatie Groep H № 849 «onderlinge duels» 20:00 uur (UTC+6) | Kazachstan | 0 – 1             | Finland | Astana Arena, Astana Toeschouwers: 30.019 Scheidsrechter: Radu Petrescu (ROU) Video-assistent: Cătălin Popa (ROU) |
| 7 september EK-kwalificatie Groep H № 849 «onderlinge duels» 20:00 uur (UTC+6) |            | 78' Oliver Antman |         | Astana Arena, Astana Toeschouwers: 30.019 Scheidsrechter: Radu Petrescu (ROU) Video-assistent: Cătălin Popa (ROU) |

|                                                                                 |         |                           |            | |
| 10 september EK-kwalificatie Groep H № 850 «onderlinge duels» 19:00 uur (UTC+3) | Finland | 0 – 1                     | Denemarken | Olympisch Stadion, Helsinki Toeschouwers: 32.571 Scheidsrechter: Szymon Marciniak (POL) Video-assistent: Tomasz Kwiatkowski (POL) |
| 10 september EK-kwalificatie Groep H № 850 «onderlinge duels» 19:00 uur (UTC+3) |         | 86' Pierre-Emile Højbjerg |            | Olympisch Stadion, Helsinki Toeschouwers: 32.571 Scheidsrechter: Szymon Marciniak (POL) Video-assistent: Tomasz Kwiatkowski (POL) |

|                                                                               |                                                               |       |         | |
| 14 oktober EK-kwalificatie Groep H № 851 «onderlinge duels» 18:00 uur (UTC+2) | Slovenië                                                      | 3 – 0 | Finland | Stožicestadion, Ljubljana Toeschouwers: 15.823 Scheidsrechter: Daniele Orsato (ITA) Video-assistent: Massimiliano Irrati (ITA) |
| 14 oktober EK-kwalificatie Groep H № 851 «onderlinge duels» 18:00 uur (UTC+2) | Benjamin Šeško 16' (pen.) Benjamin Šeško 28' Erik Janža 90+2' |       |         | Stožicestadion, Ljubljana Toeschouwers: 15.823 Scheidsrechter: Daniele Orsato (ITA) Video-assistent: Massimiliano Irrati (ITA) |

|                                                                               |                   |       |                                                            | |
| 17 oktober EK-kwalificatie Groep H № 852 «onderlinge duels» 19:00 uur (UTC+3) | Finland           | 1 – 2 | Kazachstan                                                 | Olympisch Stadion, Helsinki Toeschouwers: 30.375 Scheidsrechter: Irfan Peljto (BIH) Video-assistent: Ivan Bebek (CRO) |
| 17 oktober EK-kwalificatie Groep H № 852 «onderlinge duels» 19:00 uur (UTC+3) | Robert Taylor 28' |       | 77' (pen.) Baktijar Zainoetdinov 89' Baktijar Zainoetdinov | Olympisch Stadion, Helsinki Toeschouwers: 30.375 Scheidsrechter: Irfan Peljto (BIH) Video-assistent: Ivan Bebek (CRO) |

|                                                                                |                                                                            |       |               | |
| 17 november EK-kwalificatie Groep H № 853 «onderlinge duels» 19:00 uur (UTC+2) | Finland                                                                    | 4 – 0 | Noord-Ierland | Olympisch Stadion, Helsinki Toeschouwers: 28.711 Scheidsrechter: Aliyar Ağayev (AZE) Video-assistent: Elçin Məsiyev (AZE) |
| 17 november EK-kwalificatie Groep H № 853 «onderlinge duels» 19:00 uur (UTC+2) | Joel Pohjanpalo 42' (pen.) Daniel Håkans 48' Teemu Pukki 74' Robin Lod 88' |       |               | Olympisch Stadion, Helsinki Toeschouwers: 28.711 Scheidsrechter: Aliyar Ağayev (AZE) Video-assistent: Elçin Məsiyev (AZE) |

|                                                                                |                              |       |                               | |
| 20 november EK-kwalificatie Groep H № 854 «onderlinge duels» 20:45 uur (UTC+1) | San Marino                   | 1 – 2 | Finland                       | Stadio Olimpico, Serravalle Toeschouwers: 1.427 Scheidsrechter: Manfredas Lukjančukas (LTU) Video-assistent: Jochem Kamphuis (NED) |
| 20 november EK-kwalificatie Groep H № 854 «onderlinge duels» 20:45 uur (UTC+1) | Filippo Berardi 90+7' (pen.) |       | 50' Pyry Soiri 58' Pyry Soiri | Stadio Olimpico, Serravalle Toeschouwers: 1.427 Scheidsrechter: Manfredas Lukjančukas (LTU) Video-assistent: Jochem Kamphuis (NED) |

### 2024
|                                                                            |                                                                        |       |                 | |
| 21 maart EK-kwalificatie Play-off № 855 «onderlinge duels» 19:45 uur (UTC) | Wales                                                                  | 4 – 1 | Finland         | Cardiff City Stadium, Cardiff Toeschouwers: 32.162 Scheidsrechter: István Kovács (ROU) Video-assistent: Marco Fritz (GER) |
| 21 maart EK-kwalificatie Play-off № 855 «onderlinge duels» 19:45 uur (UTC) | David Brooks 3' Neco Williams 38' Brennan Johnson 47' Daniel James 86' |       | 45' Teemu Pukki | Cardiff City Stadium, Cardiff Toeschouwers: 32.162 Scheidsrechter: István Kovács (ROU) Video-assistent: Marco Fritz (GER) |

|                                                                       |                                         |       |               |                                                                                           |
| 26 maart Vriendschappelijk № 856 «onderlinge duels» 19:00 uur (UTC+2) | Finland                                 | 2 – 1 | Estland       | Olympisch Stadion, Helsinki Toeschouwers: 12.559 Scheidsrechter: Mads Kristoffersen (DEN) |
| 26 maart Vriendschappelijk № 856 «onderlinge duels» 19:00 uur (UTC+2) | Fredrik Jensen 30' Karl Hein 38' (e.d.) |       | 62' Alex Tamm | Olympisch Stadion, Helsinki Toeschouwers: 12.559 Scheidsrechter: Mads Kristoffersen (DEN) |

|                                                                     |                                                                                |       |                                 | |
| 4 juni Vriendschappelijk № 857 «onderlinge duels» 19:45 uur (UTC+1) | Portugal                                                                       | 4 – 2 | Finland                         | Estádio José Alvalade, Lissabon Toeschouwers: 43.125 Scheidsrechter: Christian-Petru Ciochirca (AUT) Video-assistent: Alan Kijas (AUT) |
| 4 juni Vriendschappelijk № 857 «onderlinge duels» 19:45 uur (UTC+1) | Rúben Dias 17' Diogo Jota 45+4' (pen.) Bruno Fernandes 55' Bruno Fernandes 84' |       | 73' Teemu Pukki 77' Teemu Pukki | Estádio José Alvalade, Lissabon Toeschouwers: 43.125 Scheidsrechter: Christian-Petru Ciochirca (AUT) Video-assistent: Alan Kijas (AUT) |

|                                                                     |                                                  |       |                                               | |
| 7 juni Vriendschappelijk № 858 «onderlinge duels» 19:45 uur (UTC+1) | Schotland                                        | 2 – 2 | Finland                                       | Hampden Park, Glasgow Toeschouwers: 40.159 Scheidsrechter: Łukasz Kuźma (POL) Video-assistent: Piotr Lasyk (POL) |
| 7 juni Vriendschappelijk № 858 «onderlinge duels» 19:45 uur (UTC+1) | Arttu Hoskonen 54' (e.d.) Lawrence Shankland 58' |       | 72' Benjamin Källman 85' (pen.) Oliver Antman | Hampden Park, Glasgow Toeschouwers: 40.159 Scheidsrechter: Łukasz Kuźma (POL) Video-assistent: Piotr Lasyk (POL) |

|                                                                                     |                                                                     |       |         | |
| 7 september UEFA Nations League Groep B2 № 859 «onderlinge duels» 21:45 uur (UTC+3) | Griekenland                                                         | 3 – 0 | Finland | Agia Sofiastadion, Athene Toeschouwers: 17.293 Scheidsrechter: Urs Schnyder (SUI) Video-assistent: Lukas Fähndrich (SUI) |
| 7 september UEFA Nations League Groep B2 № 859 «onderlinge duels» 21:45 uur (UTC+3) | Fotis Ioannidis 23' Benjamin Källman 37' (e.d.) Fotis Ioannidis 76' |       |         | Agia Sofiastadion, Athene Toeschouwers: 17.293 Scheidsrechter: Urs Schnyder (SUI) Video-assistent: Lukas Fähndrich (SUI) |

|                                                                                      |                               |       |         | |
| 10 september UEFA Nations League Groep B2 № 860 «onderlinge duels» 19:45 uur (UTC+1) | Engeland                      | 2 – 0 | Finland | Wembley Stadium, Londen Toeschouwers: 70.221 Scheidsrechter: Morten Krogh (DEN) Video-assistent: Rob Dieperink (NED) |
| 10 september UEFA Nations League Groep B2 № 860 «onderlinge duels» 19:45 uur (UTC+1) | Harry Kane 57' Harry Kane 76' |       |         | Wembley Stadium, Londen Toeschouwers: 70.221 Scheidsrechter: Morten Krogh (DEN) Video-assistent: Rob Dieperink (NED) |

|                                                                                    |                     |       |                                  | |
| 10 oktober UEFA Nations League Groep B2 № 861 «onderlinge duels» 21:45 uur (UTC+3) | Finland             | 1 – 2 | Ierland                          | Olympisch Stadion, Helsinki Toeschouwers: 16.105 Scheidsrechter: Aleksandar Stavrev (MKD) Video-assistent: Mario Zebec (CRO) |
| 10 oktober UEFA Nations League Groep B2 № 861 «onderlinge duels» 21:45 uur (UTC+3) | Joel Pohjanpalo 17' |       | 57' Liam Scales 88' Robbie Brady | Olympisch Stadion, Helsinki Toeschouwers: 16.105 Scheidsrechter: Aleksandar Stavrev (MKD) Video-assistent: Mario Zebec (CRO) |

|                                                                                    |                    |       |                                                              | |
| 13 oktober UEFA Nations League Groep B2 № 862 «onderlinge duels» 19:00 uur (UTC+3) | Finland            | 1 – 3 | Engeland                                                     | Olympisch Stadion, Helsinki Toeschouwers: 32.411 Scheidsrechter: Giorgi Kroeasjvili (GEO) Video-assistent: Benoît Millot (FRA) |
| 13 oktober UEFA Nations League Groep B2 № 862 «onderlinge duels» 19:00 uur (UTC+3) | Arttu Hoskonen 87' |       | 18' Jack Grealish 74' Trent Alexander-Arnold 84' Declan Rice | Olympisch Stadion, Helsinki Toeschouwers: 32.411 Scheidsrechter: Giorgi Kroeasjvili (GEO) Video-assistent: Benoît Millot (FRA) |

|                                                                                   |                   |       |         | |
| 14 november UEFA Nations League Groep B2 № 863 «onderlinge duels» 19:45 uur (UTC) | Ierland           | 1 – 0 | Finland | Avivastadion, Dublin Toeschouwers: 39.163 Scheidsrechter: Harm Osmers (GER) Video-assistent: Robert Schröder (GER) |
| 14 november UEFA Nations League Groep B2 № 863 «onderlinge duels» 19:45 uur (UTC) | Evan Ferguson 45' |       |         | Avivastadion, Dublin Toeschouwers: 39.163 Scheidsrechter: Harm Osmers (GER) Video-assistent: Robert Schröder (GER) |

|                                                                                     |         |                                              |             | |
| 17 november UEFA Nations League Groep B2 № 864 «onderlinge duels» 19:00 uur (UTC+2) | Finland | 0 – 2                                        | Griekenland | Olympisch Stadion, Helsinki Toeschouwers: 17.661 Scheidsrechter: Willy Delajod (FRA) Video-assistent: Benoît Millot (FRA) |
| 17 november UEFA Nations League Groep B2 № 864 «onderlinge duels» 19:00 uur (UTC+2) |         | 52' Anastasios Bakasetas 56' Christos Tzolis |             | Olympisch Stadion, Helsinki Toeschouwers: 17.661 Scheidsrechter: Willy Delajod (FRA) Video-assistent: Benoît Millot (FRA) |

### 2025
|                                                                             |       |                   |         | |
| 21 maart WK-kwalificatie Groep G № 865 «onderlinge duels» 20:45 uur (UTC+1) | Malta | 0 – 1             | Finland | Ta' Qalistadion, Ta' Qali Toeschouwers: 5.106 Scheidsrechter: Simone Sozza (ITA) Video-assistent: Gianluca Aureliano (ITA) |
| 21 maart WK-kwalificatie Groep G № 865 «onderlinge duels» 20:45 uur (UTC+1) |       | 38' Oliver Antman |         | Ta' Qalistadion, Ta' Qali Toeschouwers: 5.106 Scheidsrechter: Simone Sozza (ITA) Video-assistent: Gianluca Aureliano (ITA) |

|                                                                             |                                        |       |                                             | |
| 24 maart WK-kwalificatie Groep G № 866 «onderlinge duels» 19:00 uur (UTC+2) | Litouwen                               | 2 – 2 | Finland                                     | S. Dariaus- en S. Girėnostadion, Kaunas Toeschouwers: 10.421 Scheidsrechter: Erik Lambrechts (BEL) Video-assistent: Bram Van Driessche (BEL) |
| 24 maart WK-kwalificatie Groep G № 866 «onderlinge duels» 19:00 uur (UTC+2) | Armandas Kučys 39' Gvidas Gineitis 69' |       | 4' Kaan Kairinen 17' (pen.) Joel Pohjanpalo | S. Dariaus- en S. Girėnostadion, Kaunas Toeschouwers: 10.421 Scheidsrechter: Erik Lambrechts (BEL) Video-assistent: Bram Van Driessche (BEL) |

|                                                                           |         |                                      |           | |
| 7 juni WK-kwalificatie Groep G № 867 «onderlinge duels» 21:45 uur (UTC+3) | Finland | 0 – 2                                | Nederland | Olympisch Stadion, Helsinki Toeschouwers: 29.483 Scheidsrechter: Daniel Siebert (GER) Video-assistent: Christian Dingert (GER) |
| 7 juni WK-kwalificatie Groep G № 867 «onderlinge duels» 21:45 uur (UTC+3) |         | 6' Memphis Depay 23' Denzel Dumfries |           | Olympisch Stadion, Helsinki Toeschouwers: 29.483 Scheidsrechter: Daniel Siebert (GER) Video-assistent: Christian Dingert (GER) |

|                                                                            |                                                 |       |                  | |
| 10 juni WK-kwalificatie Groep G № 868 «onderlinge duels» 21:45 uur (UTC+3) | Finland                                         | 2 – 1 | Polen            | Olympisch Stadion, Helsinki Toeschouwers: 16.511 Scheidsrechter: João Pinheiro (POR) Video-assistent: Tiago Martins (POR) |
| 10 juni WK-kwalificatie Groep G № 868 «onderlinge duels» 21:45 uur (UTC+3) | Joel Pohjanpalo 31' (pen.) Benjamin Källman 64' |       | 69' Jakub Kiwior | Olympisch Stadion, Helsinki Toeschouwers: 16.511 Scheidsrechter: João Pinheiro (POR) Video-assistent: Tiago Martins (POR) |

|                                                                          |           |   |         |                                                                   |
| 4 september Vriendschappelijk № 869 «onderlinge duels» 18:00 uur (UTC+2) | Noorwegen | – | Finland | Ullevaalstadion, Oslo Toeschouwers: n.n.b. Scheidsrechter: n.n.b. |
| 4 september Vriendschappelijk № 869 «onderlinge duels» 18:00 uur (UTC+2) |           |   |         | Ullevaalstadion, Oslo Toeschouwers: n.n.b. Scheidsrechter: n.n.b. |

|                                                                                |       |   |         |                                                                    |
| 7 september WK-kwalificatie Groep G № 870 «onderlinge duels» 20:45 uur (UTC+2) | Polen | – | Finland | Śląskistadion, Chorzów Toeschouwers: n.n.b. Scheidsrechter: n.n.b. |
| 7 september WK-kwalificatie Groep G № 870 «onderlinge duels» 20:45 uur (UTC+2) |       |   |         | Śląskistadion, Chorzów Toeschouwers: n.n.b. Scheidsrechter: n.n.b. |

|                                                                              |         |   |          |                                                                         |
| 9 oktober WK-kwalificatie Groep G № 871 «onderlinge duels» 21:45 uur (UTC+3) | Finland | – | Litouwen | Olympisch Stadion, Helsinki Toeschouwers: n.n.b. Scheidsrechter: n.n.b. |
| 9 oktober WK-kwalificatie Groep G № 871 «onderlinge duels» 21:45 uur (UTC+3) |         |   |          | Olympisch Stadion, Helsinki Toeschouwers: n.n.b. Scheidsrechter: n.n.b. |

|                                                                               |           |   |         |                                                                            |
| 12 oktober WK-kwalificatie Groep G № 872 «onderlinge duels» 18:00 uur (UTC+2) | Nederland | – | Finland | Johan Cruijff ArenA, Amsterdam Toeschouwers: n.n.b. Scheidsrechter: n.n.b. |
| 12 oktober WK-kwalificatie Groep G № 872 «onderlinge duels» 18:00 uur (UTC+2) |           |   |         | Johan Cruijff ArenA, Amsterdam Toeschouwers: n.n.b. Scheidsrechter: n.n.b. |

|                                                                                |         |   |       |                                                                         |
| 14 november WK-kwalificatie Groep G № 873 «onderlinge duels» 19:00 uur (UTC+2) | Finland | – | Malta | Olympisch Stadion, Helsinki Toeschouwers: n.n.b. Scheidsrechter: n.n.b. |
| 14 november WK-kwalificatie Groep G № 873 «onderlinge duels» 19:00 uur (UTC+2) |         |   |       | Olympisch Stadion, Helsinki Toeschouwers: n.n.b. Scheidsrechter: n.n.b. |

|                                                                          |         |   |         |                                                                      |
| 17 november Vriendschappelijk № 874 «onderlinge duels» 19:00 uur (UTC+2) | Finland | – | Andorra | Tammela Stadion, Tampere Toeschouwers: n.n.b. Scheidsrechter: n.n.b. |
| 17 november Vriendschappelijk № 874 «onderlinge duels» 19:00 uur (UTC+2) |         |   |         | Tammela Stadion, Tampere Toeschouwers: n.n.b. Scheidsrechter: n.n.b. |

Finse voetbalbond · A-internationals · Bondscoaches · Statistieken · Fins vrouwenelftal · Olympisch elftal · Finland U21 · Finland U20 · Finland U19 · Finland U18 · Finland U17 · Finland U16
1911 – 1919 ·
1920 – 1929 ·
1930 – 1939 ·
1940 – 1949 ·
1950 – 1959 ·
1960 – 1969 ·
1970 – 1979 ·
1980 – 1989 ·
1990 – 1999 ·
2000 – 2009 ·
2010 – 2019 ·
2020 − 2029
EK 2020
OS 1912 ·
OS 1936 ·
OS 1952 ·
OS 1980
1911 · 
1912 · 
1913 · 
1914 · 
1915 · 1916 · 1917 · 1918 · 
1919 · 
1920 · 
1921 · 
1922 · 
1923 · 
1924 · 
1925 · 
1926 · 
1927 · 
1928 · 
1929 · 
1930 · 
1931 · 
1932 · 
1933 · 
1934 · 
1935 · 
1936 · 
1937 · 
1938 · 
1939 · 
1940 · 
1941 · 
1942 · 
1943 · 
1944 · 
1945 · 
1946 · 
1947 · 
1948 · 
1949 · 
1950 · 
1952 · 
1952 · 
1953 · 
1954 · 
1955 · 
1956 · 
1957 · 
1958 · 
1959 · 
1960 · 
1961 · 
1962 · 
1963 · 
1964 · 
1965 · 
1966 · 
1967 · 
1968 · 
1969 · 
1970 · 
1971 · 
1972 · 
1973 · 
1974 · 
1975 · 
1976 · 
1977 · 
1978 · 
1979 · 
1980 · 
1981 · 
1982 · 
1983 · 
1984 · 
1985 · 
1986 · 
1987 · 
1988 · 
1989 · 
1990 · 
1991 · 
1992 · 
1993 · 
1994 · 
1995 · 
1996 · 
1997 · 
1998 · 
1999 · 
2000 · 
2001 · 
2002 · 
2003 · 
2004 · 
2005 · 
2006 · 
2007 · 
2008 · 
2009 · 
2010 · 
2011 · 
2012 · 
2013 · 
2014 · 
2015 · 
2016 · 
2017 · 
2018 ·
2019 ·
2020
Albanië ·
Algerije ·
Andorra ·
Armenië ·
Azerbeidzjan ·
Bahrein ·
Barbados ·
België ·
Bermuda ·
Bolivia ·
Bosnië en Herzegovina ·
Brazilië ·
Bulgarije ·
Canada ·
Chili ·
China ·
Colombia ·
Costa Rica ·
Cyprus ·
Denemarken ·
DDR ·
(West-)Duitsland ·
Ecuador ·
Egypte ·
Engeland ·
Estland ·
Faeröer ·
Frankrijk ·
Georgië ·
Griekenland ·
Honduras ·
Hongarije ·
Ierland ·
IJsland ·
India ·
Irak ·
Israël ·
Italië ·
Japan ·
Jemen ·
Joegoslavië ·
Jordanië ·
Kameroen ·
Kazachstan ·
Koeweit ·
Kosovo ·
Kroatië ·
Letland ·
Liechtenstein ·
Litouwen ·
Luxemburg ·
Maleisië ·
Malta ·
Marokko ·
Mexico ·
Moldavië ·
Montenegro ·
Nederland ·
Noord-Ierland ·
Noord-Korea ·
Noord-Macedonië ·
Noorwegen ·
Oekraïne · 
Oman ·
Oostenrijk ·
Peru ·
Polen ·
Portugal ·
Qatar ·
Roemenië ·
Rusland ·
San Marino ·
Saoedi-Arabië ·
Schotland ·
Servië ·
Servië en Montenegro ·
Singapore ·
Slovenië ·
Slowakije ·
Sovjet-Unie ·
Spanje ·
Thailand ·
Trinidad en Tobago ·
Tsjechië ·
Tsjecho-Slowakije ·
Tunesië ·
Turkije ·
Uruguay ·
Verenigde Arabische Emiraten ·
Verenigde Staten ·
Wales ·
Wit-Rusland ·
Zuid-Korea ·
Zweden ·
Zwitserland
België (2021) · 
Denemarken (2021) · 
Rusland (2021)
CONMEBOL: Argentinië · Bolivia · Brazilië · Chili · Colombia · Ecuador · Paraguay · Peru · Uruguay · Venezuela

UEFA: Albanië · Andorra · Armenië · Azerbeidzjan · België · Bosnië en Herzegovina · Bulgarije · Cyprus · Denemarken · Duitsland · Engeland · Estland · Faeröer · Finland · Frankrijk · Georgië · Gibraltar · Griekenland · Hongarije · IJsland · Ierland · Israël · Italië · Kazachstan · Kosovo · Kroatië · Letland · Liechtenstein · Litouwen · Luxemburg · Malta · Moldavië · Montenegro · Nederland · Noord-Ierland · Noord-Macedonië · Noorwegen · Oekraïne · Oostenrijk · Polen · Portugal · Roemenië · Rusland · San Marino · Schotland · Servië · Slovenië · Slowakije · Spanje · Tsjechië · Turkije · Wales · Wit-Rusland · Zweden · Zwitserland

AFC: Australië · China · Irak · Iran · Japan · Libanon · Oezbekistan · Oman · Qatar · Saoedi-Arabië · Syrië · Verenigde Arabische Emiraten · Vietnam · Zuid-Korea

CAF: Algerije · Burkina Faso · Congo-Kinshasa · Egypte · Ghana · Ivoorkust · Kaapverdië · Kameroen · Mali · Marokko · Nigeria · Senegal · Tunesië · Zuid-Afrika

CONCACAF: Canada · Costa Rica · Curaçao · El Salvador · Honduras · Jamaica · Mexico · Panama · Suriname · Verenigde Staten

OFC: Nieuw-Zeeland